# 聯球真巨口魚
聯球真巨口魚（学名：Eustomias appositus）为輻鰭魚綱巨口鱼目巨口鱼科的其中一種。分布於西太平洋海域，為深海魚類，棲息深度0-200公尺，體長可達13.6公分。

## 扩展阅读
維基物種上的相關：聯球真巨口魚